# 吉貝素

一種吉貝素GA_{12}的結構式

吉貝素（英語：gibberellin，簡稱为GA）也称徒長素、激勃素、赤黴素（因提取自赤霉菌而得名），是一種植物激素，主要由植物未成熟的種子、幼根及幼芽產生。其主要調節生長並影響各種發育過程，包括促進莖的伸长、發芽、復甦種子、開花、性別表現，抑制葉和果實的老化。
到2020年為止已發現至少136種類似結構的吉貝素化學物。吉貝素化學物用A1（GA1）到A136（GA136）的方式命名，數字依照發現的先後順序。

## 發現的歷史
- 1926年，臺灣總督府中央研究所農業部植物病理科技手的黑澤英一發現藤倉赤霉的培養液會導致水稻罹患水稻徒長病。[1][2]
- 1935年，藪田貞治郎分离出引起水稻徒长的赤霉菌的分泌物，并定名为“赤霉素”（Gibberellin,GA）。
- 1938年，藪田、住木諭介將吉貝素純化結晶出來。
- 1951年，在豆科植物的未成熟種子醚萃取液中可檢驗出吉貝素的活性。
- 1959年，吉貝素的化學結構被確定。

## 主要生理作用
- 促进植物体的伸长生长
  - 促進遺傳矮性植物（缺乏合成GA能力）長高，但不影響遺傳性狀
  - 水稻感染赤霉菌后会出现植株疯长的现象，称为水稻徒長病（恶苗病）
- 打破种子的休眠期，促进單子葉种子萌发，GA和離層素(ABA)的比例可決定種子萌芽或休眠(拮抗)
  - 種子泡水浸潤後，胚產生GA
  - GA由胚芽以及子葉(盤)進入胚乳
  - GA輸送到糊粉層促進澱粉水解酶    (amylase的合成)
  - 澱粉水解酶輸入胚乳分解澱粉為葡萄糖
  - 葡萄糖輸入胚，供其萌芽所需能量
- 花芽形成，促進開花。若以GA處理蓮座型高麗菜，將引發花莖生長並導致開花
- 促进两性花的雄花形成，单性结果

## 外部連結
- 理化学研究所 （日文）